# Liste des titres musicaux numéro un aux États-Unis en 1976
Voici la liste les titres musicaux ayant eu le plus de succès au cours de l'année 1976 aux États-Unis d'après le magazine Billboard.

## Historique
| Date         | Artiste(s)                          | Titre                                  | Référence |
| ------------ | ----------------------------------- | -------------------------------------- | --------- |
| 3 janvier    | Bay City Rollers                    | Saturday Night                         |           |
| 10 janvier   | C.W. McCall                         | Convoy                                 |           |
| 17 janvier   | Barry Manilow                       | I Write the Songs                      |           |
| 24 janvier   | Diana Ross                          | Do You Know Where You're Going to      |           |
| 31 janvier   | Ohio Players                        | Love Rollercoaster                     |           |
| 7 février    | Paul Simon                          | 50 Ways to Leave Your Lover            |           |
| 14 février   | Paul Simon                          | 50 Ways to Leave Your Lover            |           |
| 21 février   | Paul Simon                          | 50 Ways to Leave Your Lover            |           |
| 28 février   | Rhythm Heritage                     | Theme From S.W.A.T.                    |           |
| 6 mars       | The Miracles                        | Love Machine (Part 1)                  |           |
| 13 mars      | The Four Seasons                    | December, 1963 (Oh, What a Night)      |           |
| 20 mars      | The Four Seasons                    | December, 1963 (Oh, What a Night)      |           |
| 27 mars      | The Four Seasons                    | December, 1963 (Oh, What a Night)      |           |
| 3 avril      | Johnnie Taylor                      | Disco Lady                             |           |
| 10 avril     | Johnnie Taylor                      | Disco Lady                             |           |
| 17 avril     | Johnnie Taylor                      | Disco Lady                             |           |
| 24 avril     | Johnnie Taylor                      | Disco Lady                             |           |
| 1er mai      | The Bellamy Brothers                | Let Your Love Flow                     |           |
| 8 mai        | John Sebastian                      | Welcome Back                           |           |
| 15 mai       | The Sylvers                         | Boogie Fever                           |           |
| 22 mai       | Wings                               | Silly Love Songs                       |           |
| 29 mai       | Diana Ross                          | Love Hangover                          |           |
| 5 juin       | Diana Ross                          | Love Hangover                          |           |
| 12 juin      | Wings                               | Silly Love Songs                       |           |
| 19 juin      | Wings                               | Silly Love Songs                       |           |
| 26 juin      | Wings                               | Silly Love Songs                       |           |
| 3 juillet    | Wings                               | Silly Love Songs                       |           |
| 10 juillet   | Starland Vocal Band                 | Afternoon Delight                      |           |
| 17 juillet   | Starland Vocal Band                 | Afternoon Delight                      |           |
| 24 juillet   | The Manhattans                      | Kiss and Say Goodbye                   |           |
| 31 juillet   | The Manhattans                      | Kiss and Say Goodbye                   |           |
| 7 août       | Elton John et Kiki Dee              | Don't Go Breaking My Heart             |           |
| 14 août      | Elton John et Kiki Dee              | Don't Go Breaking My Heart             |           |
| 21 août      | Elton John et Kiki Dee              | Don't Go Breaking My Heart             |           |
| 28 août      | Elton John et Kiki Dee              | Don't Go Breaking My Heart             |           |
| 4 septembre  | Bee Gees                            | You Should Be Dancing                  |           |
| 11 septembre | KC and the Sunshine Band            | (Shake, Shake, Shake) Shake Your Booty |           |
| 18 septembre | Wild Cherry                         | Play That Funky Music                  |           |
| 25 septembre | Wild Cherry                         | Play That Funky Music                  |           |
| 2 octobre    | Wild Cherry                         | Play That Funky Music                  |           |
| 9 octobre    | Walter Murphy et the Big Apple Band | A Fifth of Beethoven                   |           |
| 16 octobre   | Rick Dees and His Cast of Idiots    | Disco Duck (Part 1)                    |           |
| 23 octobre   | Chicago                             | If You Leave Me Now                    |           |
| 30 octobre   | Chicago                             | If You Leave Me Now                    |           |
| 6 novembre   | Steve Miller Band                   | Rock'n Me                              |           |
| 13 novembre  | Rod Stewart                         | Tonight's the Night (Gonna Be Alright) |           |
| 20 novembre  | Rod Stewart                         | Tonight's the Night (Gonna Be Alright) |           |
| 27 novembre  | Rod Stewart                         | Tonight's the Night (Gonna Be Alright) |           |
| 4 décembre   | Rod Stewart                         | Tonight's the Night (Gonna Be Alright) |           |
| 11 décembre  | Rod Stewart                         | Tonight's the Night (Gonna Be Alright) |           |
| 18 décembre  | Rod Stewart                         | Tonight's the Night (Gonna Be Alright) |           |
| 25 décembre  | Rod Stewart                         | Tonight's the Night (Gonna Be Alright) |           |